# تمپل ساربی
تمپل ساربی (به انگلیسی: Temple Sowerby) یک روستا و محله مدنی در بریتانیا است که در منطقه ادن واقع شده‌است. تمپل ساربی ۵۲۸ نفر جمعیت دارد.